# Andréa Mbuyi-Mutombo
Andréa Mbuyi-Mutombo, né le 6 juin 1990 à Bruxelles, est un joueur de football international congolais qui évolue au poste de milieu de terrain offensif pour le club du RNK Split.

## Carrière
Andréa Mbuyi-Mutombo débuta le football dans les équipes de jeunes du RSC Anderlecht. En 2006, il rejoint le FC Brussels. Après un an passé là-bas, il signe à Portsmouth, club qui l'avait scouté. 
Ensuite il est prêté au SV Zulte Waregem le 22 août 2008.
Il inscrit son premier but pour le Zulte Waregem, lors d'un match face à Malines, juste quelques minutes après être monté sur le terrain. Il marque son second but au match suivant face à Tubize.
Après seulement six mois à Zulte, 14 matchs et trois buts inscrits, il retourne à Portsmouth alors qu'il était censé rester jusqu'en juin. En effet, le club n'appréciait pas son attitude.
Le 19 juin 2009, il signe un contrat de 2 ans avec le Standard de Liège. En 2011, n'entrant pas dans les plans de l'entraîneur José Riga, il quitte le club liégeois et rejoint le Cercle de Bruges pour une saison. Très peu utilisé pendant le championnat, son contrat n'est pas prolongé. Il part alors pour la Croatie, où il s'engage avec le HNK Rijeka.
En 2015, il effectue un essai à l'AJ Auxerre mais n'est pas conservé après celui-ci.
Après une bonne saison du côté de club écossais d'Inverness, il s'engage avec le RNK Split, club croate.
Né en Belgique, il opte pour la sélection congolaise au début des années 2010 dans le but de porter le maillot des Léopards.